# بزمجه یمنی
بزمجه یمنی (نام علمی: Varanus yemenensis) گونه‌ای بزمجه است که در یمن و جنوب غربی عربستان زندگی می‌کند.
بزمجه یمنی اغلب در نزدیکی آب‌های کم‌عمق یا در بستر خشک رودخانه زندگی می‌کند. در خشک‌ترین فصل سال در ماه‌های ژانویه تا مارس، فعالیت آن ممکن است کاهش یابد یا حتی به حالت تعلیق درآید.

## رفتار
لانه‌های عمیق در زیر صخره‌ها و کُنده درختان حفاری می‌شوند. آنها در اسارت برای یک بزمجه نسبتاً مطیع هستند.
رژیم غذایی آن بیشتر از بی‌مهرگانی مانند حلزون‌ها و حشرات به ویژه سوسک‌ها تشکیل شده است. شکار مهره‌داران بزرگ احتمالاً زمانی که فرصت داده می‌شود نیز گرفته می‌شوند.